# المرخام (الجميمة)

تعديل مصدري - تعديل

المرخام هي إحدى قرى عزلة بقره الشرقية والوسطى بمديرية الجميمة التابعة لمحافظة حجة، بلغ تعداد سكانها 200 نسمة حسب تعداد اليمن لعام 2004.